# 早乙女温泉
早乙女温泉（そうとめおんせん）または喜連川早乙女温泉は、栃木県さくら市（旧国下野国）の喜連川地区にある温泉。平地の温泉としては珍しく硫黄の強い、色が変化する温泉である。

## 泉質
- 含硫黄 - ナトリウム・カルシウム - 塩化物泉（中性高張性高温泉）
  - PH : 7.41
  - 源泉温度 : 73.4℃
  - 源泉の色 : 朝はエメラルドグリーン、夜は乳白色。（時間・天候等により自然に変化する）
  - 臭い : 硫化水素臭、特異臭
  - 味 : 強塩味
  - 湧出量 : 180l/min（動力揚湯）

### 効能
- 糖尿病はじめ皮膚病・神経痛・冷え症・うちみ・慢性消化器痛など

※ 効能はその効果を万人に保障するものではない。

## 温泉街
日帰り入浴施設の喜連川早乙女温泉がある。日帰り入浴施設はコテージも備えている。

## 歴史
- 1993年 : 開湯

## アクセス
- 鉄道 : 東日本旅客鉄道宇都宮線東北本線氏家駅より関東自動車バス喜連川温泉方面・馬頭小川方面行きで15分、「松山東」下車、徒歩約10分。氏家駅より無料送迎バスあり。
- 車 ： 東北自動車道矢板インターチェンジから約15km（約15分）